# Single Remix Tracks
Single Remix Tracks una raccolta di remix di celebri brani del gruppo statunitense R&B delle Destiny's Child, pubblicato nel 2002 per la Columbia Records.

## Tracce
1. No, No, No (Camdino Soul Extended Remix) – 6:37 (Barry White, Calvin Gaines, Mary Brown, Rob Fusari, Vincent Herbert)
2. Bills, Bills, Bills (Maurice's Xclusive Dub Mix) – 8:05 (Kevin "She'kspere" Briggs, Kandi Burruss, Beyoncé Knowles, LeToya Luckett, LaTavia Roberson, Kelly Rowland)
3. Bug a Boo (Maurice's Xclusive Club Mix) – 7:01 (Kevin "She'kspere" Briggs, Kandi Burruss, Beyoncé Knowles, LeToya Luckett, LaTavia Roberson, Kelly Rowland)
4. Say My Name (Timbaland Main Remix) – 5:03 (Rodney Jerkins, Fred Jerkins III, LaShawn Daniels, Beyoncé Knowles, LeToya Luckett, LaTavia Roberson, Kelly Rowland)
5. Say My Name (Maurice's Old Skool Dub Mix) – 7:04 (Rodney Jerkins, Fred Jerkins III, LaShawn Daniels, Beyoncé Knowles, LeToya Luckett, LaTavia Roberson, Kelly Rowland)
6. Jumpin' Jumpin' (So So Def Remix) – 3:47 (Rufus Moore, Chad Elliot, Beyoncé Knowles)
7. Jumpin' Jumpin' (Maurice's Radio Mix) – 4:07 (Rufus Moore, Chad Elliot, Beyoncé Knowles)
8. Have Your Way – 4:01 (LaShawn Daniels, Beyoncé Knowles, Fred Jerkins III)
9. 8 Days of Christmas – 3:31 (Beyoncé Knowles, Errol McCalla Jr.)
10. Upside Down (Live) – 4:13 (Bernard Edwards, Nile Rodgers)

## Classifiche
| Classifica (2002) | Posizione massima |
| ----------------- | ----------------- |
| Australia         | 43                |
| Austria           | 47                |
| Belgio (Fiandre)  | 24                |
| Canada            | 51                |
| Francia           | 54                |
| Germania          | 43                |
| Irlanda           | 59                |
| Nuova Zelanda     | 8                 |
| Paesi Bassi       | 27                |
| Regno Unito       | 25                |
| Stati Uniti       | 29                |
| Svizzera          | 43                |